# 天主教萬隆教區
天主教萬隆教區（拉丁語：Dioecesis Bandungensis）是印度尼西亞一個羅馬天主教教區，位於西爪哇省東部，屬雅加達總教區。2006年有教友102,035人、65個堂區、80名司鐸。現主教安多尼·蘇比安托·班哲明。
1932年4月20日自雅加達代牧區設監牧區，1941年10月16日升為代牧區。1961年1月3日升為教區。